# Александар Петров (глумац)
Александар Андрејевич Петров (рус. Алекса́ндр Андре́евич Петро́в; Переслављ Залески, 25. јануар 1989) руски је глумац, најпознатији по улози Николаја Васиљевича Гогоља у филмској трилогији Гогољ (2017−2018). Тумачио је и главне улоге у филмовима Привлачност (2017), Лед (2018) и Божији човек (2021).
Поред филмова, Петров се појавио и у неколико ТВ серија, од којих је најзначајнија главна улога у серији Фарца (2015) и споредна улога у серији Мата Хари (2016).
Године 2018. награђен је Златним орлом за најбољег телевизијског глумца, а наредне године добио је исту награду у категорији најбољег филмског глумца.

## Филмографија
| Улоге Александра Петрова |                         |               |                          |           |
| Година                   | Српски назив            | Изворни назив | Улога                    | Напомена  |
| 2012.                    | Осми август             |               | Јашка                    |           |
| 2012.                    | Док папрат цвета        |               | Кирил Андрејев           | ТВ серија |
| 2013.                    | Јолки 3                 |               | Славик                   |           |
| 2014.                    | Љубав у великом граду 3 |               | Артиом Исаев млађи       |           |
| 2015.                    | Фарца                   |               | Андреј Трофимов          | ТВ серија |
| 2016.                    | Мата Хари               |               | Матеу                    |           |
| 2016.                    | Ко се боји вука још?    |               | Сиви                     |           |
| 2017.                    | Привлачност             |               | Артијом „Тијома” Ткачиов |           |
| 2017.                    | Гогољ: Почетак          |               | Николај Васиљевич Гогољ  |           |
| 2018.                    | Лед                     |               | Александар „Саша” Горин  |           |
| 2018.                    | Гогољ: Виј              |               | Николај Васиљевич Гогољ  |           |
| 2018.                    | Гогољ: Страшна освета   |               | Николај Васиљевич Гогољ  |           |
| 2019.                    | Т-34                    |               | Николај Ивушкин          |           |
| 2019.                    | Ана                     |               | Пјотр                    |           |
| 2019.                    | Херој                   |               | Андреј Родин             |           |
| 2018.                    | Лед 2                   |               | Александар „Саша” Горин  |           |
| 2021.                    | Божији човек            |               | Костас                   |           |